# Il percorso dell'amore
Il percorso dell'amore è una raccolta di racconti di Alice Munro pubblicati in Italia nel 2005 da Einaudi. La prima edizione in lingua inglese è stata pubblicata da McClelland and Stewart nel 1985.
Con questa raccolta, Munro ha vinto nel 1986 per la terza volta il Governor General's Award, il premio letterario canadese più importante.

## Racconti
- Il percorso dell'amore - "The Progress of Love"
- Lichene - "Lichen"
- Monsieur les Deux Chapeaux - "Monsieur les Deux Chapeaux"
- Miles City, Montana - "Miles City, Montana"
- Raptus - "Fits"
- La luna nella pista di pattinaggio - "The Moon in the Orange Street Skating Rink"
- Jesse e Meribeth - "Jesse and Meribeth"
- Esquimese - "Eskimo"
- Una vena di follia - "A Queer Streak"
- La Catena di Preghiera - "Circle of Prayer"
- Mucchio Bianco - "White Dump"

## Edizioni
- Alice Munro, Il percorso dell'amore, traduzione di Susanna Basso, Silvia Pareschi, collana Einaudi Tascabili, Einaudi, 2007,  pp. 330, cap. 11, ISBN 978-88-06-18643-2.